# Kunduran (Seluma Timur)
Kunduran is een bestuurslaag in het regentschap Seluma van de provincie Bengkulu, Indonesië. Kunduran telt 763 inwoners (volkstelling 2010).